# Сертан штату Параїба (мезорегіон)
Сертан штату Параїба (порт. Mesorregião do Sertão Paraibano) — адміністративно-статистичний мезорегіон у Бразилії, входить у штат Параїба. Населення становить 831 031 осіб на 2006 рік. Займає площу 22 720,482 км². Густота населення — 36,6 ос./км².

## Склад мезорегіону
У мезорегіон входять наступні мікрорегіони:
1. Серра-ду-Тейшейра
2. Кажазейрас
3. Католе-ду-Роша
4. Ітапоранга
5. Патус
6. Піанко
7. Соза

| Бразилія | Це незавершена стаття з географії Бразилії. Ви можете допомогти проєкту, виправивши або дописавши її. |